# 韓義理
拿督韓義理，CBE，LVO，QPM，CPM，FBIM（英語：Dato' Robert Thomas Mitchell Henry，1927年2月18日—1998年5月8日），已故英國殖民地資深警務人員，於1964年至1967年擔任砂拉越警察总监、於1967年至1973年擔任斐濟警務處處長，於1973年被調任皇家香港警務處助理處長，最終於1979年至1985年獲委任為皇家香港警務處處長。

## 軼事
香港警務處的接力比賽就是以韓義理命名──韓義理盾接力賽〈Henry Shield Relay Race〉。
香港警察機動部隊大隊結業會操所頒發的大隊最佳小隊獎項韓義理紀念盃就是以他命名。

## 外部連結
- "Remembering Roy （页面存档备份，存于）", OffBeat Vol 632

| 警職          | 警職                                | 警職          |
| ------------- | ----------------------------------- | ------------- |
| 前任： 施禮榮 | 香港警務處處長 1979年3月至1985年4月 | 繼任： 顏理國 |